# Громленовский
Громленовский — хутор в Урюпинском районе Волгоградской области России, в составе Искринского сельского поселения.
Население — 43 (2010)

## История
В различных источниках упоминается под названиями Громленский, Грамленка, Громленка и т.п. Хутор Громленский упоминается в справочнике "История административно-территориального деления Сталинградского (Нижневолжского) края. 1928–1936 гг." в составе Нижне-Антошенского сельсовета (по другим данным - Верхне-Антошенского) сельсовета Урюпинского района Хопёрского округа (упразднён в 1930 году) Нижне-Волжского края (с 1934 года — Сталинградского края). По состоянию на 1935 год Грамленка (II отд.) в составе поссовета "Искра". Поссовет в том же году передан в состав Добринского района (С 1954 по 1957 год район входил в состав Балашовской области)
В 1963 году в связи с упразднением Добринского района хутор передан в состав Урюпинского района.

## География
Хутор находится в степной местности на западе Урюпинского района, в пределах Калачской возвышенности, являющейся частью Восточно-Европейской равнины, по правой стороне балки Громленовская (бассейн реки Подгорной). Рельеф местности холмисто-равнинный. Населённый пункт расположен на высоте около 180—200 метров над уровнем моря. Хутор окружён полями. Почвы — чернозёмы обыкновенные.
По автомобильным дорогам расстояние до областного центра города Волгоград составляет 380 км, до районного центра города Урюпинск — 53 км, до административного центра сельского поселения посёлка Искра — 15 км.
Часовой пояс
Громленовский, как и вся Волгоградская область, находится в часовой зоне МСК (московское время). Смещение применяемого времени относительно UTC составляет +3:00.

## Население
Динамика численности населения по годам:
| 1989 | 2002 |
| ---- | ---- |
| ≈220 | 98   |

| 2010 |
| ---- |
| 43   |